# André de Foix
Pour les articles homonymes, voir André.
André de Foix, seigneur d'Esparros (ou Asparroz), vicomte de Villemur, comte de Montfort, dit souvent Lesparre (1490-1547), militaire français, combattit aux côtés de ses frères Odet et Thomas en Espagne et en Italie.

## Origines familiales
Fils de Jean de Foix-Lautrec, vicomte de Lautrec et gouverneur du Dauphiné, et de Jeanne d'Aydie de Lescun ; frère de la maîtresse de François Ier, Françoise de Foix, il est aussi un proche cousin du roi Henri II de Navarre.

## Biographie
Il suit la carrière militaire et fait ses premières armes en Italie en 1507 lors de la réduction de Gênes. Ses frères Odet de Lautrec et Thomas de Lescun sont nommés maréchaux en 1511 et 1518 respectivement. Lui-même fut nommé en 1515 lieutenant-général au gouvernement de Guyenne pour suppléer son frère Odet, gouverneur en titre, envoyé en Italie.

### Guerre de Navarre
En février 1516 le roi François Ier lui enjoint de seconder le roi de Navarre Jean III dans sa tentative de reconquête du royaume, occupé depuis 1512 par les Espagnols. L'échec et la capture du maréchal Pierre de Navarre dès mars 1516 mettent fin aux opérations avant même qu'il ait pu y participer.
En 1521, il est chargé par son cousin Henri II de Navarre de diriger une grande offensive en vue de reconquérir ce royaume. Il s'agissait de profiter des troubles des Comuneros de Castille (guerre des Communautés de Castille) qui avaient dégarni les positions espagnoles en Navarre. Il entre en Navarre début mai à la tête d'une armée de 12 000 hommes de pied, de 600 cavaliers et 30 pièces d'artillerie. Il obtient la reddition de Saint-Jean-Pied-de-Port le 11 mai, franchit le col de Roncevaux, et arrive en vue de Pampelune le 18 mai. La ville qui s'était soulevée contre la garnison espagnole lui ouvrit ses portes. La garnison castillane tenta de résister mais finit par se rendre après quelques combats le 25 mai.
Après ce succès, la Navarre tout entière se soulève contre les occupants et lui fait allégeance. Il agit désormais comme lieutenant général du jeune roi de Navarre qui suit les événements depuis sa résidence de Pau. Mais bientôt il apprend que les troupes espagnoles, qui ont réprimé victorieusement la révolte des Comuneros en Castille, se regroupent dans La Rioja, à la frontière de la Navarre, pour passer à la contre-attaque. Lesparre se dirige jusqu'à Logroño qu'il attaque en vain le 10 juin. Ne pouvant prendre la ville et donc bloquer le passage de l'Èbre, il se replie sur Viana puis sur Pampelune. Bientôt les troupes espagnoles entrent en Navarre.
Lesparre privilégie l'option de la bataille plutôt que de s'enfermer dans Pampelune. La bataille a lieu à Noain le 30 juin 1521. C'est un désastre pour Lesparre qui voit son armée anéantie. Lui-même est gravement blessé à la tête et fait prisonnier. Pampelune, privée de défenseurs est contrainte à la reddition le premier juillet. Bientôt toute la Navarre est à nouveau occupée par les Espagnols. Lesparre sera cependant bientôt libéré après le paiement d'une rançon de 61 600 livres. Il retourne en France vaincu et presque aveugle à la suite de ses blessures. Sa carrière militaire est terminée.

### Comte de Montfort
Quelques années après, il obtient une grande faveur royale de la part de François Ier. Celui-ci le nomme en effet en 1524 comte engagiste de Montfort-l'Amaury. Il entreprendra des travaux de construction remarquables de l'église Saint-Pierre de cette ville.
Il meurt en 1547 dans le château de Brénezay en Loudunais (fief dépendant de Chavannes). Il était également chevalier de l'Ordre du roi et était pourvu d'une pension de 10 000 livres.

### Mariage
André de Foix avait épousé Françoise du Bouchet, fille de Charles du Bouchet, baron de Sainte-Gemme, et de Madeleine de Fonseque, dont il n'eut pas de postérité. Veuve, Françoise du Bouchet se remaria à François de La Trémoille-Laval, fils cadet de François, comte de Benon et baron de Montagu.